# Боярський (станція)
Боярський (рос. Боярский) — станція Східно-Сибірської залізниці Росії. Розташована на дільниці Іркутськ-Пасажирський — Улан-Уде між зупинними пунктами Сухий Ручей (відстань — 6 км) та Поворот (3 км). Відстань до станції Іркутськ-Пасажирський — 314 км, до станції Улан-Уде — 142 км.
Відкрита 1900 року.